# Giuseppe Gentili (scultore)
Giuseppe Gentili (Pollenza, 1942 – Camerino, 16 aprile 2018) è stato uno scultore italiano.

## Biografia
Frequenta gli studi artistici e consegue il diploma di maestro d'arte nel 1963. A venticinque anni espone le sue prime opere in scultura, con consenso di pubblico e di critica. Innovativo per la tecnica e per il materiale che adopera, realizza pannelli in basso rilievo, sbalzi in rame, bronzetti e numerose opere di grande dimensione: lavora con la fiamma ossidrica, mista alla fusione.
Di lui si interessano per il collezionismo: Charlie Chaplin, che acquista tre opere; Federico Fellini, il regista delle favole folli; Pablo Picasso, che accetta l'offerta di un "Don Chisciotte", figura emblematica nella produzione dello scultore. L'artista iberico pone l'opera, alta più di due metri, nel parco della sua villa di Mongius (Nice).
Espone a Montréal (Canada), impressionando per la drammaticità esistenziale delle opere, e a Nizza, città dove, in occasione del terzo "Grand Prix de New York", gli viene assegnata la targa "Plaquette d'or - Statue de la Libertè".
Nel 1979, l'artista si trasferisce a Spoleto, instaurando con il Festival dei Due Mondi un proficuo lavoro dialettico, che si traduce in mostre e in celebrazioni della sua arte (Spoleto Magazine).
Eccentrico ed anticonvenzionale, gestisce il mondo creativo con atteggiamenti di vita, che plasma come pezzi visivi: contesta e irride "il rispetto dell'arte ufficiale - che egli dice - in Italia combina grossi guai". Nascono così le tante sculture alla fiamma ossidrica, che diffonde in Italia e all'estero, entrando nelle case e nelle collezioni di molti privati.
Racconta di sé stesso: "Non voglio essere chiamato contestatore, non m'interessa accordarmi ad una qualsiasi protesta. Io vivo per la mia arte e della mia arte. E chi non sa cosa sia l'Arte non può capirmi".
Seguono opere di impegno umano e valenza sociale: dalla ricerca indirizzata verso episodi della Bibbia (particolarmente drammatica la serie di Caino e Abele) al volto di Cristo della Sindone, carico di tragedia; dal Don Chisciotte al grido de L'uomo di Sarajevo.
Dopo avere migrato in più luoghi, risiedeva in campagna presso Camerino. È scomparso il 16 aprile 2018 all'età di 76 anni.